# Peter Maiwald
Peter Maiwald (* 8. November 1946 in Grötzingen (Aichtal); † 1. Dezember 2008 in Düsseldorf) war ein deutscher Lyriker und Schriftsteller.

## Leben
Peter Maiwald wurde als Sohn eines Angestellten und einer Hilfsarbeiterin geboren.
Nach dem Abitur studierte er acht Semester Theaterwissenschaft, Germanistik und Soziologie an der Universität München. Er brach dieses Studium ab und lebte ab 1968 als freier Schriftsteller in München. Im selben Jahr trat er der Deutschen Kommunistischen Partei bei. 1970 zog er nach Neuss. 1984 war er Mitbegründer der kritischen, linken Monatszeitschrift Düsseldorfer Debatte; dies führte noch im selben Jahr zu Maiwalds Ausschluss aus der DKP. Ab 1985 lebte er in Düsseldorf.
Peter Maiwalds frühe Veröffentlichungen waren Agitprop-Stücke in
Brecht’scher Manier, Gedichte und Lieder, die in teils ironischer, teils bitterer Weise Zeitprobleme aufgriffen, am bekanntesten wurde die mehrfach vertonte Ballade von der Hester Jonas. Seit seiner Trennung von der DKP griff Maiwald in seinen Gedichten verstärkt auf traditionelle Formen, Strophe und Reim zurück, die für ihn unverzichtbares Merkmal echter Lyrik waren. Ein fast enthusiastisches Lob seiner Gedichte durch Marcel Reich-Ranicki half Maiwald zu weiterer Bekanntheit.
Ab 1976 begann die Zusammenarbeit mit der Gruppe Floh de Cologne, für deren Bühnenprogramme er zahlreiche Songtexte verfasste. Am bekanntesten: Die Prinzessin auf der Nadel (Rockoper Koslowsky) und Ballade von Samstag auf Sonntag (Rock-Revue Faaterland). Neben dem lyrischen Werk entstanden zahlreiche Essays, Hörspiele und Rundfunkbeiträge. Der Komponist Nicolaus A. Huber vertonte einige Gedichte von ihm für die Theatergruppe Dampfmaschine.
Peter Maiwald gehörte ab 1975 dem Verband deutscher Schriftsteller an. Er erhielt 1976, 1980, 1986 und 1991 Arbeitsstipendien des Kultusministers des Landes Nordrhein-Westfalen, 1983 den Förderpreis zum Friedrich-Hölderlin-Preis der Stadt Bad Homburg, 1985 den Deutschen Kritikerpreis und 1997 den Rheinischen Literaturpreis Siegburg.
Peter Maiwald starb nach langer Krankheit im Alter von 62 Jahren.

## Werke
- Geschichten vom Arbeiter B., München 1975
- Antwort hierzulande, München 1976
- Die Leute von der Annostraße, Oberhausen 1979
- Friedens-Fibel, Büchergilde Gutenberg (Mitautor), 1982
- Balladen von Samstag auf Sonntag, Stuttgart 1984
- Guter Dinge, Stuttgart 1987
- Zugänge – Ausgänge, Köln 1989
- Das Gutenbergsche Völkchen, Frankfurt am Main 1990
- Springinsfeld, Frankfurt am Main 1992
- Wortkino, Frankfurt am Main 1993
- Lebenszeichen, Frankfurt am Main 1997
- Pauls Zauberland heißt Samarkand, Frankfurt am Main 1998
- 100 Geschichten, München und Wien 2004
- Die Mammutmaus sieht wie ein Mammut aus, München 2006
- Der Kirschbaum und Frau Könes

## Herausgeberschaft
- Als der Krieg zu Ende war, Düsseldorf 1980

## Übersetzungen
- Margaret Atwood: Hoch oben im Baum, Frankfurt am Main 1994

## Vertonungen
- Die Prinzessin auf der Nadel. Musik: Floh de Cologne (Rockoper Koslowsy) LP  pläne 1980, CD und Vinyl ZYX 2025
- Ballade von Samstag auf Sonntag. Musik: Floh de Cologne (Rock-Revue Faaterland) LP pläne 1982, CD und Vinyl ZYX 2025
- Die Leute von der Annostrasse. Musik: Mike Herting, Interpreten: Rick Abao (Gsg), Fasia Jansen (Gsg), Uschi Flacke (Gsg), Mike Herting (Gsg, Tasteninstr). LP. pläne, 1978
- Reinhard Fehling: machnomma, enthält u. a. Vertonungen von Gedichten aus Balladen von Samstag auf Sonntag und Guter Dinge. CD 1993